# Abacetus bidentatus
Abacetus bidentatus là một loài bọ chân chạy thuộc phân họ Pterostichinae. Loài này được Andrewes mô tả lần đầu năm 1942.